# Poyle Channel
Der Poyle Channel ist ein Wasserlauf in Berkshire, England. Der Poyle Channel verläuft in Ost-West-Richtung und verbindet den Wraysbury River im Osten mit dem Colne Brook im Westen.